# BOR-A 550

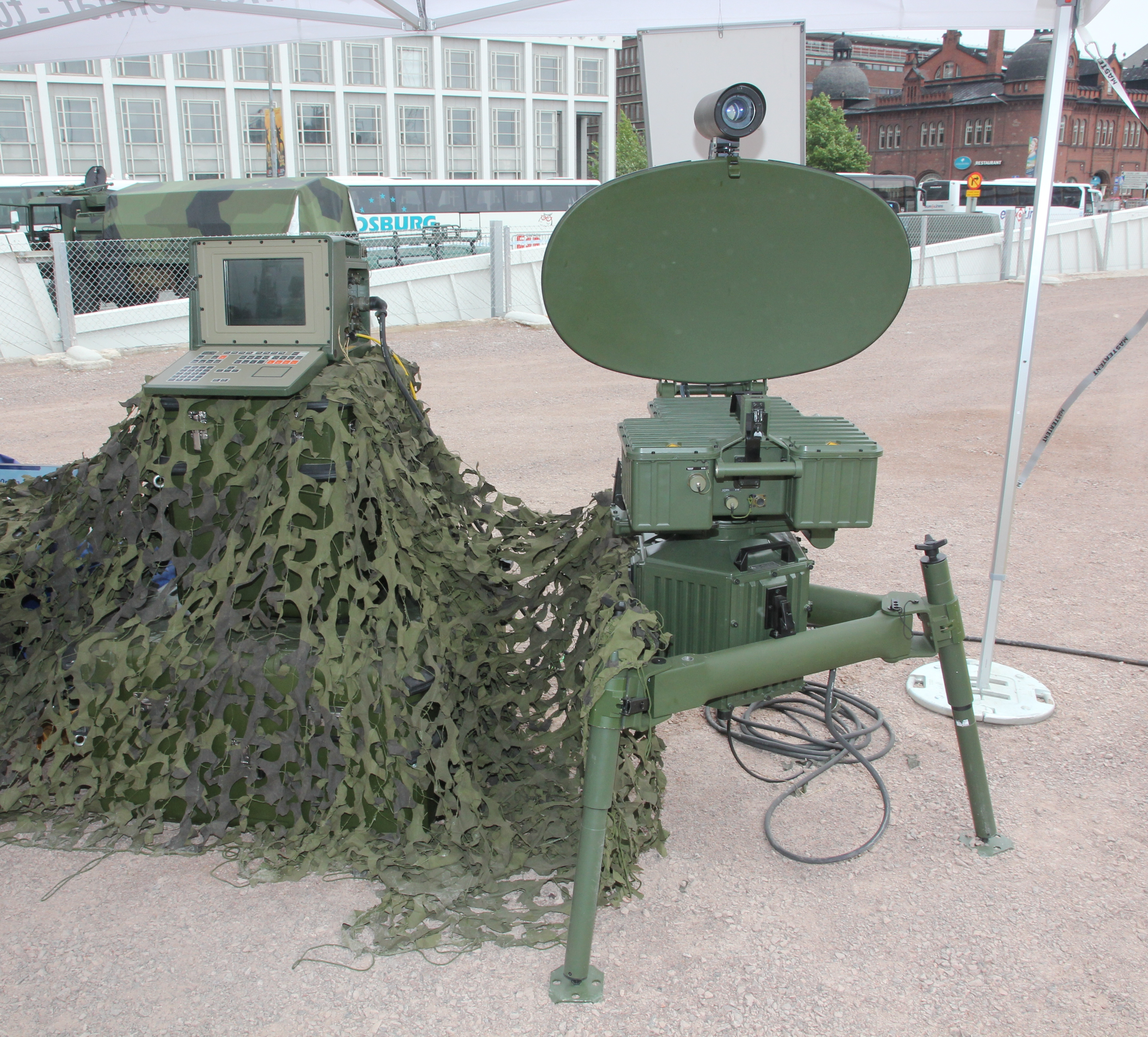
РЛС BOR-A 550

BOR-A 550 — наземна радіолокаційна станція кругового огляду для виявлення людей, наземних і надводних транспортних засобів. Розроблена Thales Group.

## Характеристики
РЛС BOR-A550 (А560) оснащена передавачем потужністю 40 (80) Вт і працює в імпульсно-допплерівському режимі.
В РЛС використовується I-діапазон частот за класифікацією НАТО.
Вона може виконуватися в переносному варіанті, а також встановлюватися на машинах розвідки та спостереження.
В РЛС відсутня можливість визначення кута місця цілей через широку діаграму спрямованості зеркальної антени у вертикальній площині.
Швидкість сканування простору за азимутом сягає 8 град/с, передбачено режим секторного огляду. Розрізнювальна здатність по дальності — не гірше 5 м.
Типова дальність виявлення малотонажних суден обмежується 19–22 км, а окремих пішоходів — 16–19 км, гелікоптера —   31– 36 км.,   автомобіля — 33–39 км. забезпечує виявлення надувних гумових човнів за відбиттям від металевих частин їх двигунів.
Інформація на дисплеї BOR-A550 може об'єднуватися з відеоданими від оптоелектронного пристрою Thales Gatekeeper.
Відображення на дисплеї  із географічною прив'язкою; гнучкі зони тривоги та маркери.
Відстеження під час сканування цілей – 50.

## Галерея

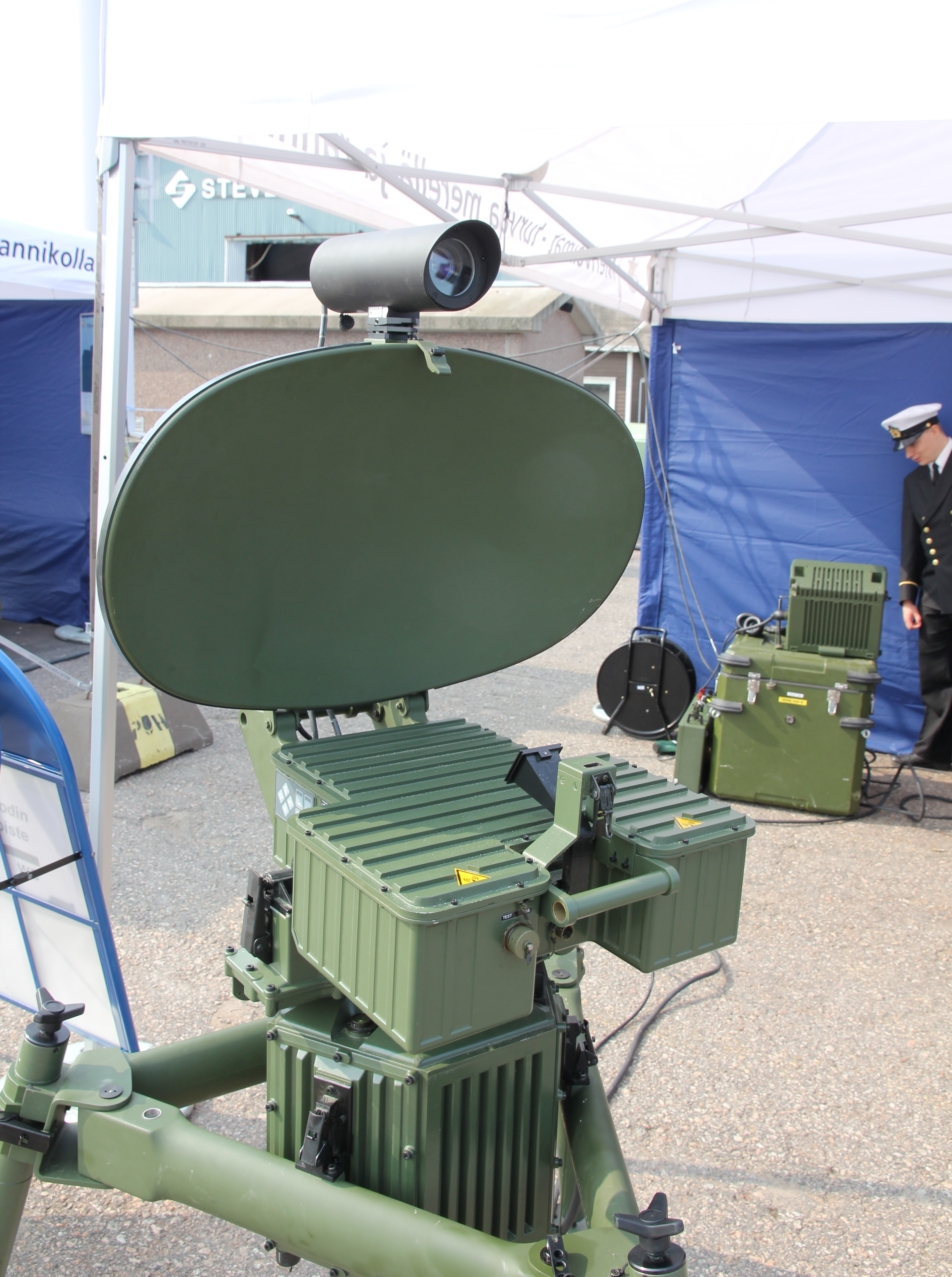
BOR-A550 у поєднанні з Thales Gatekeeper
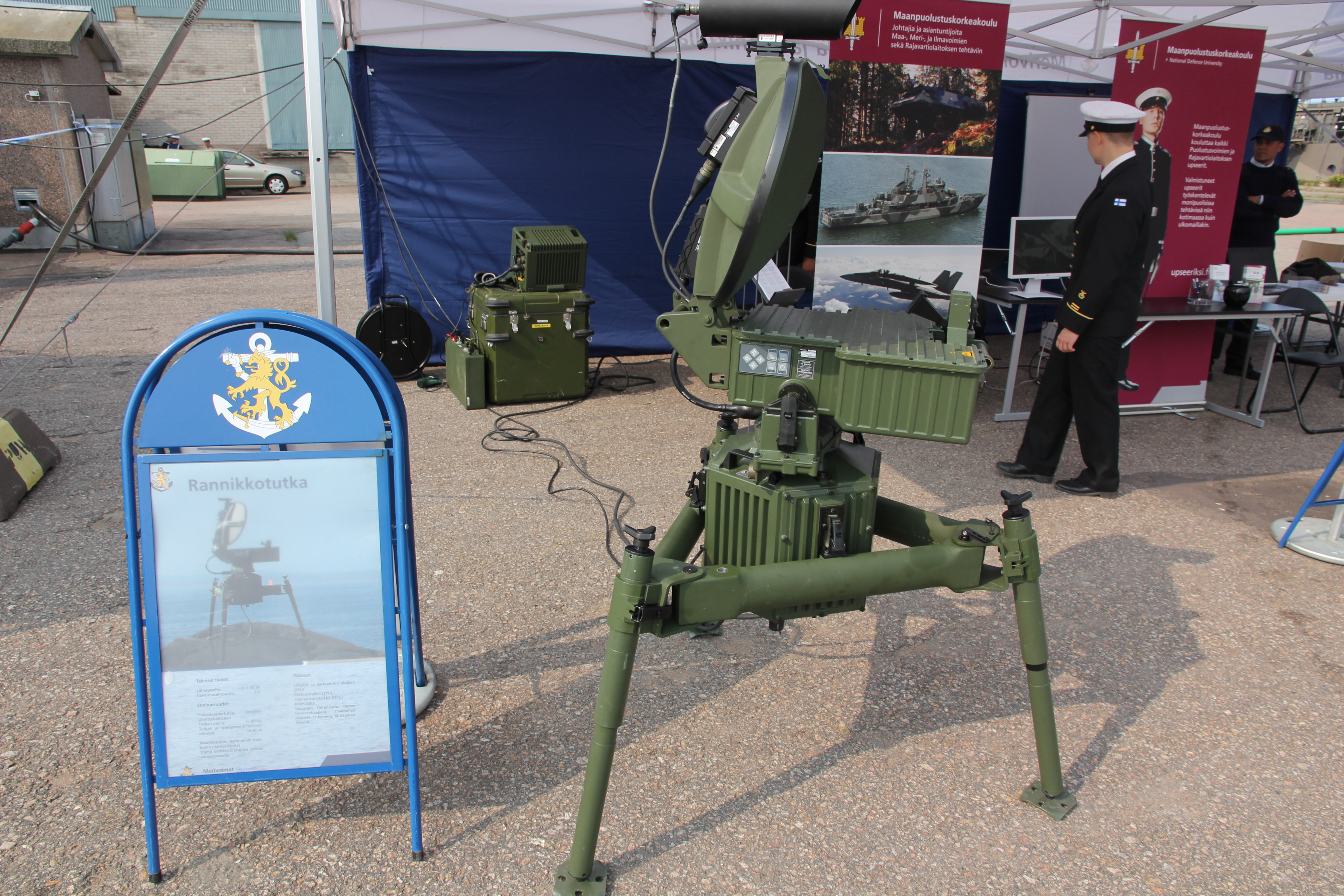
Переносний варіант РЛС BOR-A550
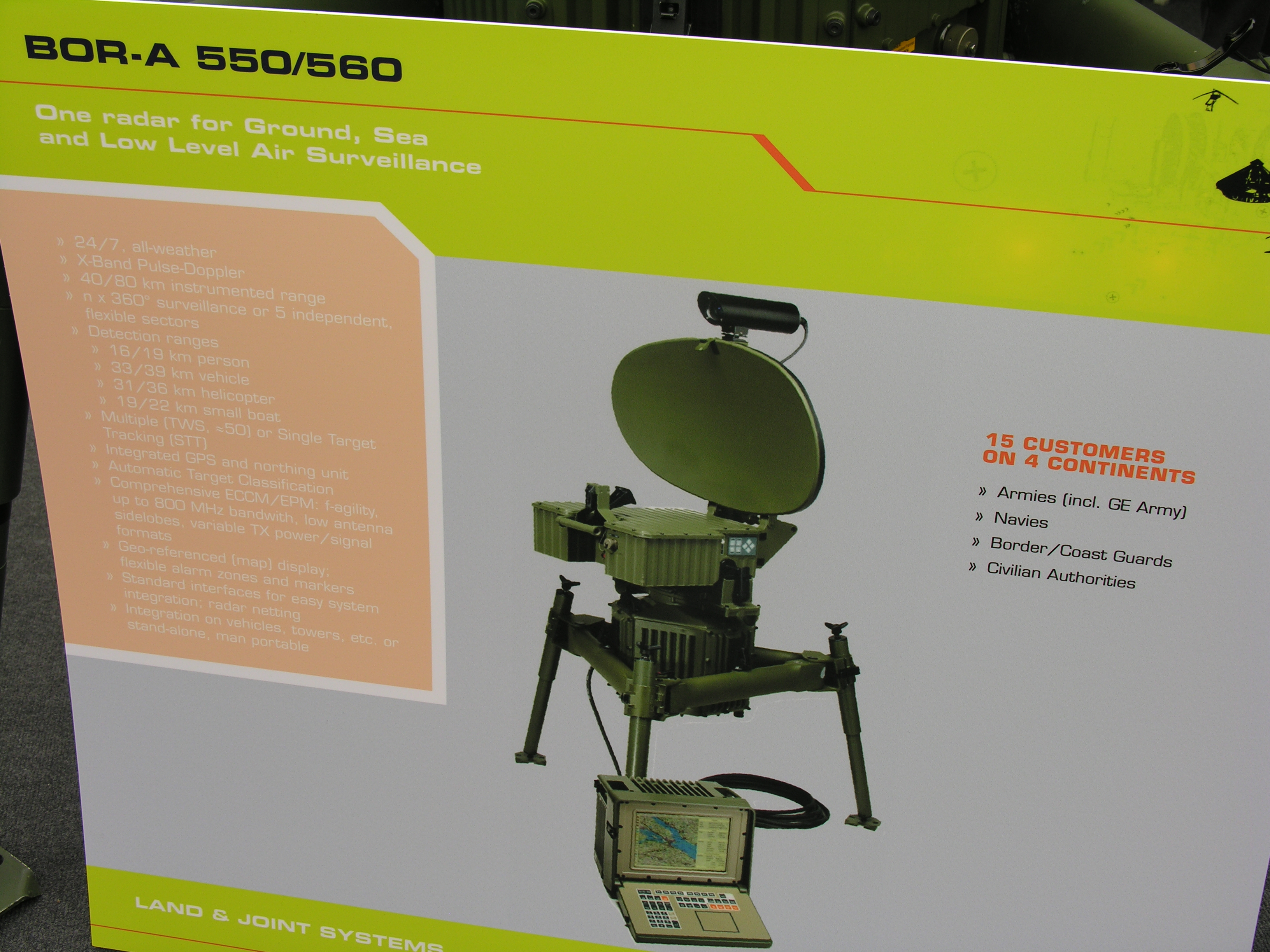
Стенд з описом BOR-A 550 на виставці TechDemo'08
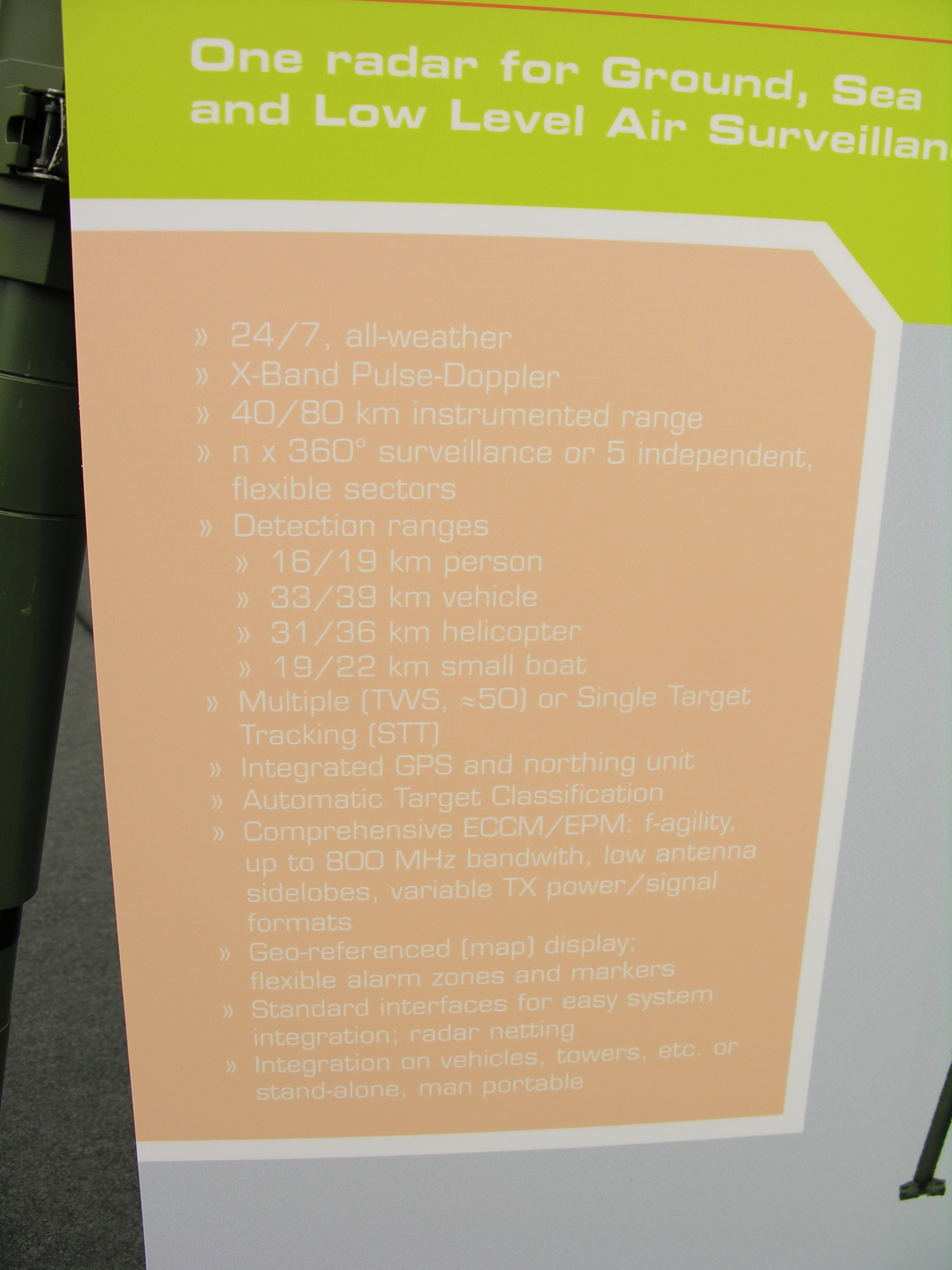
Характеристики BOR-A 550
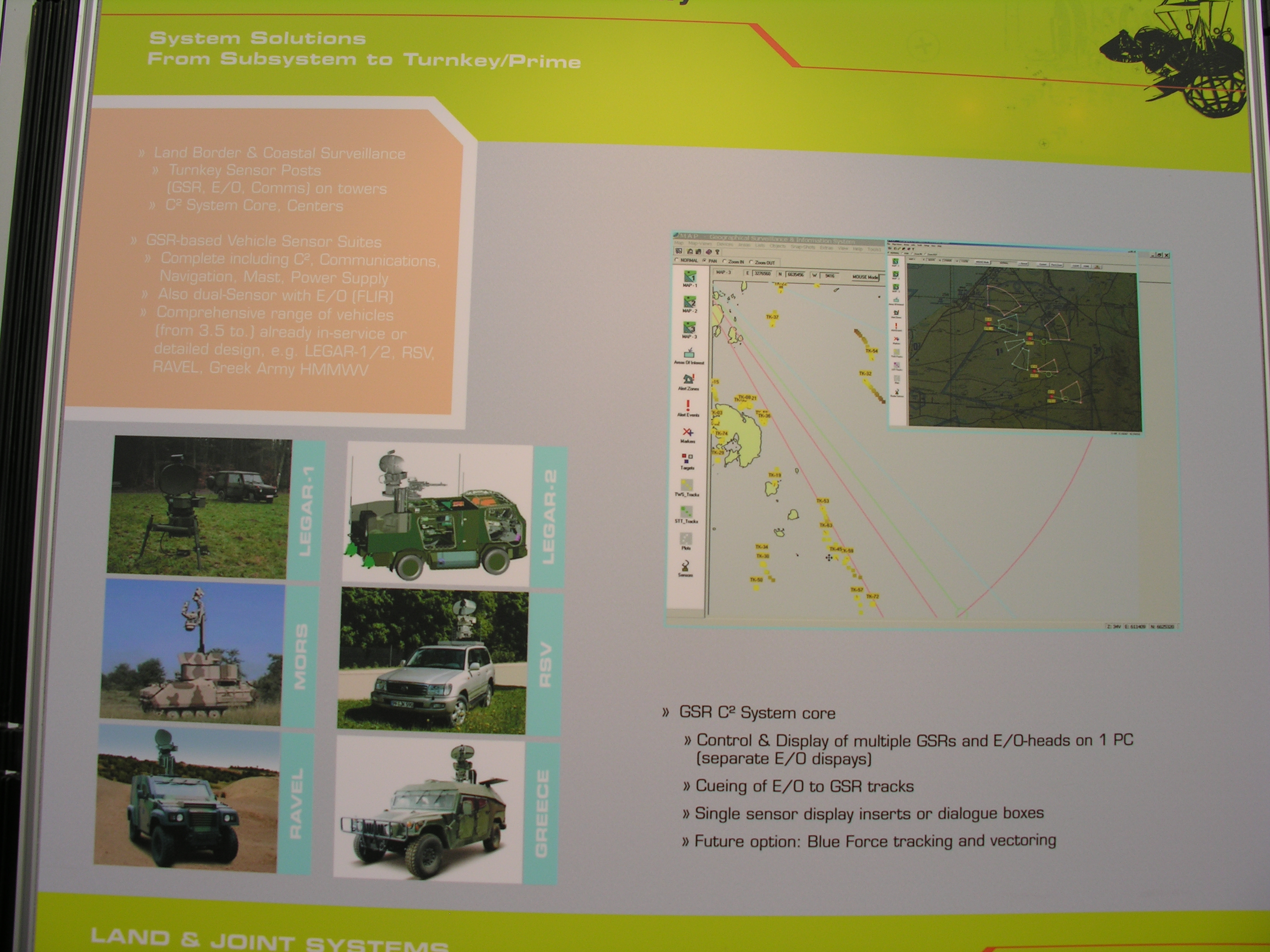
Концепція використання BOR-A 550 на машинах розвідки
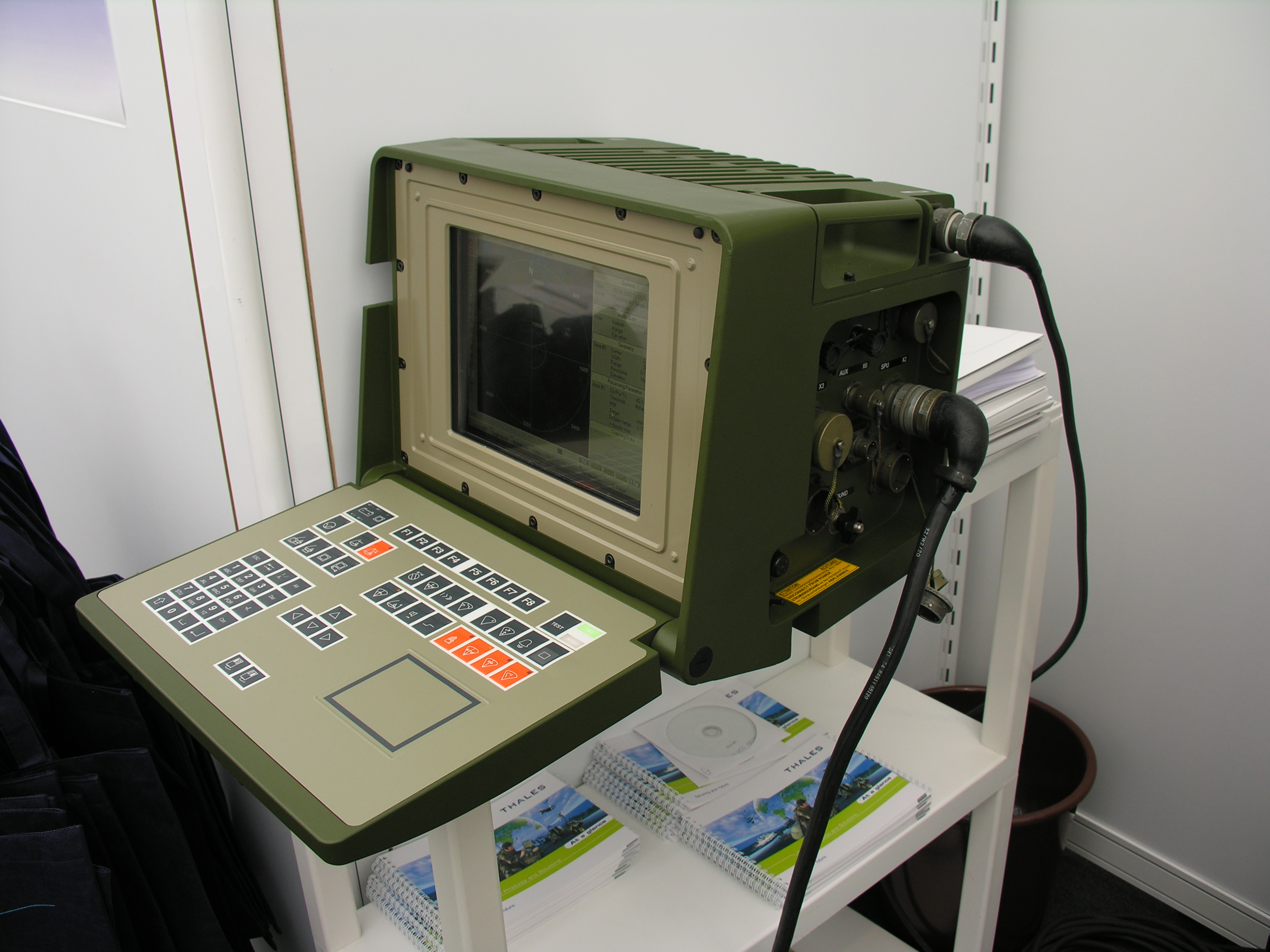
Модуль управління BOR-A 550